# Mon (symbol)
Mon (紋?) (pluralis mon), även monshō (紋章?), mondokoro (紋所?) och kamon (家紋?), är en typ av japanska symboler vars användningsområde gör att de kan liknas vid europeisk heraldik. Mon kan betyda vilken symbol som helst, medan kamon och mondokoro specifikt avser familjesymboler.
Kamon (ka-mon) betyder släkt- eller familjeemblem. Kamonmärkena började användas redan för 1000 år sedan i Japan, bland annat av adeln, detta för att markera vilken familj de tillhörde. Senare användes de även av samurajer. Idag används de främst på kimonor och vid begravningar. 